# Constitution prussienne (1920)
Cet article concerne la constitution de l'État libre de Prusse. Pour la constitution du royaume de Prusse, voir Constitution prussienne (1850).

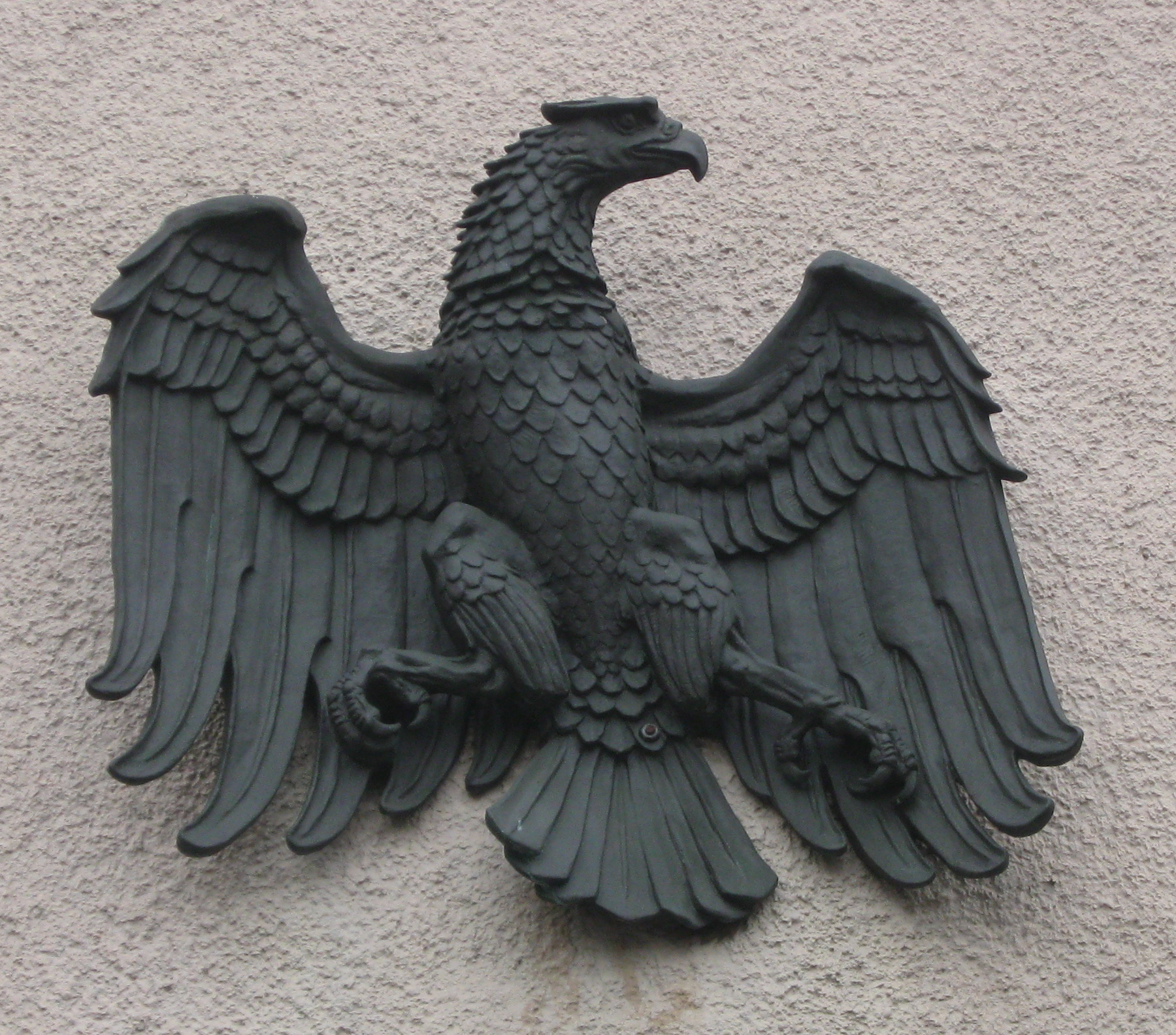
Aigle de l'État libre de Prusse sur un poste de police.

La Constitution de Prusse (allemand : Verfassung von Preußen) ou Constitution prussienne (allemand : Preußische Verfassung) ou Constitution de l'État libre de Prusse  fonda l'État libre de Prusse à la suite de la dissolution du Royaume de Prusse. Cette constitution prit effet le 30 novembre 1920. Elle établit un système parlementaire bicaméral.
La Constitution du 30 novembre 1920 est constituée de 11 chapitres et 88 articles, :

## Contenu
Le peuple prussien, par son assemblée nationale constituante, s'est donné cette charte publiée par le présent acte.

### Chapitre premier: L'État

#### Article 1er
1. La Prusse est une république et fait partie du Reich allemand.
2. L'assentiment de la Prusse demandé par la Constitution du Reich pour une modification territoriale est donné par une loi.
3. Les couleurs nationales sont le noir et le blanc.
4. La langue des affaires et débats publics est la langue allemande.

### Chapitre II: les pouvoirs publics

#### Article 2.
Tout pouvoir public émane de l’universalité du peuple.

#### Article 3.
Conformément aux dispositions de la présente charte et à la constitution du Reich, le peuple fait connaitre sa volonté directement par son suffrage (initiative populaire, referendum, élection) ou indirectement, par la voix des organes institués selon la présente charte.

#### Article 4.
1. Sont électeurs, les citoyens allemands, hommes et femmes, âgés de plus de 20 ans, qui ont leur domicile en Prusse.
2. Le droit de vote est universel, égalitaire et direct ; il est exercé au scrutin secret. Le jour des élections doit être un dimanche ou un jour de fête légal.
3. Les détails seront réglés par une loi.

#### Article 5.
Est privé de l'exercice du droit de vote :
1. Celui qui est interdit, qui se trouve sous tutelle provisoire ou bien sous curatelle pour affection mentale.
2. Celui qui a perdu ses droits civiques.

#### Article 6.
1. Une initiative populaire peut demander :
a) la modification de la Charte ;
b) le vote, la modification, l'abrogation d'une loi ;
c) la dissolution de la Diète.
2. L'initiative doit être adressée au ministère qui la transmet immédiatement à la Diète avec ses remarques. Dans les cas visés sous a et b le projet d'initiative doit être formulé par un projet de loi complet. L'initiative n'est valable que si elle est déposée, dans le cas b par 1/20, et dans les cas a et c par 1/5 des électeurs.
3. Pour les questions financières, les lois concernant les impôts et les réglementations de traitements, l'initiative n'est pas admise.
4. Le referendum a lieu sur une initiative populaire et dans les autres cas prévus par la Constitution. Il n'est valable que lorsque la majorité des électeurs y prend part.
5. Le referendum n'a pas lieu, lorsque la Diète a donné satisfaction à l'initiative populaire.
6. Des propositions relatives à une révision constitutionnelle ou à une dissolution de la Diète supposent, pour être admises, l'acceptation par la majorité des électeurs. Pour d'autres propositions, la simple majorité des suffrages valables suffit. Le vote ne peut être exprimé que par « oui » ou par « non ».
7. La procédure de l'initiative et du référendum sera réglée par la loi.

#### Article 7.
Le Conseil des ministres est la suprême instance exécutive et dirigeante de l'État.

#### Article 8.
1. Le pouvoir judiciaire est exercé par des tribunaux indépendants, soumis uniquement à la loi.
2. Les jugements sont rendus et sont exécutés au nom du peuple.

### Chapitre III: la Diète (Landtag)

#### Article 9.
1. La Diète est composée des députés du peuple prussien. Les députés sont les représentants du peuple tout entier et sont élus par lui, d'après les principes du suffrage proportionnel.
2. Sont éligibles, les électeurs âgés de 25 ans accomplis.

#### Article 10.
Les députés votent librement, selon leur conscience, en ne considérant que l'intérêt public. Ils ne sont liés par aucun mandat et aucune instruction.

#### Article 11.
1. Les fonctionnaires, les employés et ouvriers de l'État et des corporations de droit public n'ont pas besoin de congé pour remplir leurs mandats de députés.
2. S'ils sont candidats à un siège de député, il y a lieu de leur accorder le congé nécessaire à la préparation de leur campagne électorale.
3. Le paiement de leurs traitements et salaires doit leur être continué.
4. Les droits garantis aux communautés religieuses par l'article 137 de la Constitution du Reich ne sont pas atteints par ces dispositions.

#### Article 12.
1. La validité des élections est examinée par un tribunal de vérification des pouvoirs placé auprès de la Diète. Cette même juridiction décide si un député a perdu son mandat.
2. Le tribunal de vérification des pouvoirs est composé de membres de la Diète, élus par elle pour la durée de la période législative et de membres du tribunal administratif suprême que la présidence de cette juridiction désigne pour le même laps de temps.
3. Le tribunal de vérification se prononce par la voix d'un collège qui comprend trois membres de la Diète et deux membres judiciaires. Les débats sont oraux et publics.
4. En dehors des débats devant le tribunal de vérification, la procédure est conduite par un des membres de la cour appartenant au tribunal administratif suprême. Ce membre ne peut faire partie du collège qui connaît sur le fond de l'affaire.
5. Les détails seront réglés par une loi spéciale.
[La dernière phrase de l'alinéa 4 a été abrogée par la loi de révision du 27 octobre 1924.]

#### Article 13.
La Diète est élue pour quatre ans. Les élections nouvelles doivent avoir lieu avant l'expiration de ce délai.

#### Article 14.
1. La dissolution de la Diète peut être décidée par l'assemblée elle-même ou par une commission qui comprend le premier ministre et les présidents de la Diète et du Conseil d'État, ou enfin par un référendum, qui peut être déclenché non seulement par l'initiative populaire, mais aussi par le Conseil d'État.
2. La dissolution de la Diète par la décision de l'assemblée elle-même ne peut être prononcée que par la majorité du nombre légal des membres.

#### Article 15.
Les élections doivent avoir lieu dans les 60 jours qui suivent la dissolution.

#### Article 16.
La période législative de la nouvelle Diète commence, lorsque l'ancienne Diète a été dissoute, au jour des nouvelles élections, et dans les autres cas, au jour de l'expiration de la période précédente.

#### Article 17.
1. La Diète se réunit dans la ville où siège le Conseil des Ministres.
2. Elle se réunit pour la première fois après chaque nouvelle élection le 30e jour qui suit le début de la période législative, à moins que le Conseil des ministres ne convoque l'assemblée plus tôt.
3. De plus, la Diète se réunit toujours le 2e mardi de novembre. Le président est tenu de la convoquer plus tôt à la demande du Conseil des ministres ou du cinquième des députés.
4. La Diète fixe la fin de la session et le jour de la rentrée.

#### Article 18.
La Diète élit son président, ses vice-présidents et les autres membres du bureau.

#### Article 19.
Dans l'intervalle des sessions et de même jusqu'à la réunion d'une Diète nouvellement élue, les anciens président et vice-présidents expédient les affaires courantes.

#### Article 20.
Le président est chargé de toute l'administration de la Diète, d'après les normes du budget et avec les pouvoirs d'un ministre d'État. La surveillance des fonctionnaires et employés de la Diète lui incombe ; il engage et congédie les salariés, ainsi que, d'accord avec le bureau, les fonctionnaires affectés à la Diète. Il représente l'État dans toutes les affaires et procès touchant l'administration publique. Il maintient l'ordre et il exerce la police à l'intérieur du palais.

#### Article 21.
1. Une décision de la Diète suppose qu'au moins la moitié du nombre légal des membres est présente.
2. La Diète peut admettre des exceptions à cette règle pour les élections qui lui incombent.

#### Article 22.
1. La Diète prend ses décisions à la simple majorité des voix.
2. Des exceptions peuvent être prévues par la loi et, en matière d'élections, par le règlement.

#### Article 23.
Les séances plénières de la Diète sont publiques. À la demande de 50 députés, la Diète peut décider, à la majorité des 2/3, de se former en comité secret pour discuter certaines questions de l'ordre du jour. Sur la demande elle-même, il est délibéré en comité secret.

#### Article 24.
La Diète et chacune de ses commissions peuvent citer les ministres devant elles. Les ministres et les mandataires désignés par eux ont leurs entrées aux séances de la Diète et des commissions. Ils peuvent demander la parole en tout temps, même en dehors de l'ordre du jour. Ils sont soumis aux pouvoirs de police du président.

#### Article 25.
1. La Diète a le droit et, à la demande d'un cinquième du nombre légal de ses membres, le devoir d'instituer des commissions d'enquête. Ces commissions procèdent en séance publique à toutes les enquêtes qu'elles jugent nécessaires. Elles peuvent, à la majorité des deux tiers, prononcer le huis clos. Le règlement détermine leur procédure et le nombre de leurs membres.
2. Les tribunaux et les autorités administratives sont tenus de déférer aux demandes d'enquête de ces commissions et de leur communiquer tous les dossiers détenus par eux.
3. En ce qui concerne les enquêtes de ces commissions et celles des autorités requises par elles, il y a lieu de se conformer par analogie aux prescriptions du Code d'instruction criminelle. Cependant, le secret des correspondances et des communications postales, télégraphiques et téléphoniques demeure inviolable.

#### Article 26.
La Diète désigne une commission permanente pour sauvegarder les droits de la représentation populaire vis-à-vis du Conseil des ministres pendant la période intermédiaire entre deux sessions et pendant celle qui s'écoule entre l'expiration de la période électorale ou la dissolution et la rentrée de la nouvelle Diète. Cette commission a les pouvoirs d'une commission d'enquête. Sa composition est fixée par le règlement.

#### Article 27.
La Diète peut transmettre au Conseil des ministres les requêtes qui lui sont adressées et lui demander des renseignements sur les pétitions et réclamations dont elle a été saisie.

#### Article 28.
1. Les membres de la Diète ont le droit de circuler librement sur tous les chemins de fer allemands situés dans le rayon de l'ancien réseau prusso-hessois. Une indemnité leur est allouée. De plus, le président reçoit, pour la durée de ses fonctions, des frais de service.
2. Une renonciation à ces droits n'est pas valable.
3. Une loi réglera les dispositions de détail.

#### Article 29.
1. La Diète légifère dans la mesure de ses pouvoirs constitutionnels. Elle approuve le budget des recettes et dépenses. Elle pose les principes de l'administration publique et veille à leur exécution. Les traités sont soumis à son approbation lorsqu'ils se rapportent à des matières qui sont du ressort de la loi.
2. La Diète vote elle-même son règlement dans le cadre de la présente Constitution

#### Article 30.
Une décision de la Diète portant révision constitutionnelle n'est valable que si les deux tiers au moins du nombre légal des membres sont réunis et si les deux tiers des membres présents votent pour la mesure.

### Chapitre IV: le Conseil d'État (Staatsrat)

#### Article 31.
Il est constitué, pour la représentation des provinces dans la législation et l'administration du pays, un Conseil d'État.

#### Article 32.
1. Le Conseil d'État se compose de délégués provinciaux. Il faut entendre par provinces : la Prusse-Orientale, le Brandebourg, la ville de Berlin, la Poméranie, le territoire frontière de Posnanie-Prusse Occidentale, la Basse Silésie, la Haute-Silésie, la Saxe, le Schleswig-Holstein, le Hanovre, la Westphalie, la Rhénanie et la Hesse-Nassau.
2. Un siège est prévu par 500.000 habitants, avec un minimum de trois représentants par province. Les fractions supérieures à 250.000 habitants sont comptées pour 500.000.
3. En outre, les pays de Hohenzollern détachent un délégué.
4. Le nombre des représentants sera fixé par le Conseil des ministres, après chaque recensement général de la population et après chaque modification territoriale des provinces.

#### Article 33.
1. Les membres du Conseil d'État et leurs suppléants sont élus par les Diètes provinciales (à Berlin par l'Assemblée municipale, dans les pays de Hohenzollern et dans les provinces frontières de Posnanie-Prusse Orientale par les Diètes communales). Dans les pays de Hohenzollern, on vote d'après le principe majoritaire ; dans les autres provinces, on emploie le suffrage proportionnel. Est éligible tout électeur qui a 25 ans accomplis et qui a son domicile depuis un an dans la province.
2. Nul ne peut à la fois être membre de la Diète et du Conseil d'État. Les députés perdent leur mandat en acceptant une élection au Conseil d'État. De même, les membres du Conseil d'État perdent leur qualité en acceptant un siège à la Diète.
3. Les membres du Conseil d'État remplissent leur mandat jusqu'à l'entrée en fonction de leurs successeurs.
4. Les nouvelles élections au Conseil d'État ont lieu aussitôt après les élections pour les Diètes provinciales (Assemblées municipales, Diètes communales).

#### Article 34.
Les membres du Conseil d'État votent librement, selon leur conscience, en ne considérant que l'intérêt public. Ils ne sont liés par aucun mandat et aucune instruction.

#### Article 35.
Un membre du Conseil d'État n'est en aucun cas tenu de répondre, devant un tribunal ou une instance disciplinaire ou devant une autre autorité en dehors de la Diète, des votes et opinions qu'il émet.

#### Article 36.
1. Les fonctionnaires, les employés et ouvriers de l'état et des corporations de droit public n'ont pas besoin de congé pour l'exercice de leur mandat comme conseillers d'État.
2. Le paiement de leurs traitements et salaires doit leur être continué.

#### Article 37.
Le Conseil d'État élit son président et ses secrétaires ainsi que leurs suppléants, et fixe la marche de ses affaires par un règlement.

#### Article 38.
1. La première fois, le Conseil d'État est convoqué par le ministère. Dans la suite, il se réunit sur invitation de son président aussi souvent que les affaires l'exigent. Le président doit réunir le Conseil d'État quand le cinquième de ses membres, la totalité des représentants d'une province ou le Conseil des ministres le demandent.
2. Le Conseil d'État prend des décisions valables quand plus de la moitié de ses membres sont présents. Lors du scrutin, la majorité simple des votants décide.
3. Pour les décisions du Conseil d'État dans les cas des articles 14 et 42 alinéa 1, le vote est nominal.

#### Article 39.
1. Les séances plénières du Conseil d'État sont publiques. Le huis clos peut être prononcé pour certaines affaires de l'ordre du jour par une majorité des deux tiers. Sur la demande du huis clos, la délibération est secrète.
2. L'article 24 est applicable.

#### Article 40.
1. Le Conseil d'État doit être tenu au courant, par le Conseil des ministres, de la marche des affaires publiques.
2. Avant le dépôt d'un projet de loi, le Conseil des ministres doit donner l'occasion au Conseil d'État de faire connaitre son avis. En cas de divergence d'opinions, le Conseil d'État peut exposer par écrit son point de vue à la Diète.
3. Le Conseil d'État est libre de déposer des projets de loi sur le bureau de la Diète par l'intermédiaire du Conseil des ministres.
4. Avant de promulguer des règlements d'exécution pour les lois du Reich ou de Prusse et avant d'édicter des règlements d'administration publique, le ministère doit entendre le Conseil d'État ou sa commission compétente.

#### Article 41.
Les membres du Conseil d'État reçoivent des frais de déplacement et des indemnités journalières conformes à la loi. Une renonciation à ces droits n'est pas valable.

#### Article 42.
1. Le Conseil d'État peut faire opposition aux lois votées par la Diète.
2. L'opposition doit être déposée entre les mains du ministère dans un délai de deux semaines après le vote définitif de la Diète. Dans un nouveau délai de deux semaines, elle doit être appuyée par des motifs.
3. En cas d'opposition, la loi est soumise à la Diète pour une nouvelle décision. Si la Diète confirme sa décision primitive avec une majorité des deux tiers, la loi est maintenue. Si le projet n'obtient qu'une majorité simple, la décision primitive tombe, à moins d'être ratifiée par un referendum populaire demandé par la Diète.
4. L'approbation du Conseil d'État est nécessaire, quand la Diète veut autoriser des dépenses qui dépassent le montant proposé ou accordé par le Conseil des ministres. Au cas où cette approbation n'est pas donnée, la décision de la Diète est seulement valable dans la mesure où elle concorde avec le projet ou l'agrément du Conseil des ministres. Un référendum populaire n'est pas admis.

#### Article 43.
Les prescriptions de détail feront l'objet d'une loi.

### Chapitre V: le Conseil des ministres

#### Article 44.
Le cabinet se compose du président du Conseil et des ministres.

#### Article 45.
La Diète élit sans discussion le président du Conseil. Celui-ci nomme les autres ministres.

#### Article 46.
Le président du Conseil donne l'orientation générale de la politique et en porte la responsabilité devant la Diète. Dans le cadre de ces directives, chaque ministre gère de façon indépendante le département dont il est chargé ; il est personnellement responsable de cette administration devant la Diète.

#### Article 47.
1. Le président du Conseil dirige les délibérations et les affaires du collège.
2. Le Conseil décide de la compétence de chaque ministre, à moins que la matière ne soit réglée par des prescriptions légales. Les décisions, soumises sans retard à la Diète, doivent être modifiées ou rapportées, selon l'avis qu'elle exprime.
3. Toute divergence de vues sur des affaires touchant le rayon d'action de plusieurs ministres est soumise à la délibération et à la décision du Conseil.

#### Article 48.
Les ministres ont droit à un traitement. Les pensions revenant aux ministres en retraite et à leurs ayants droit feront l'objet d'une loi spéciale.

#### Article 49.
Le Conseil des ministres représente l'État vis-à-vis des autres nations.

#### Article 50.
Le ministère décide des projets de loi qui doivent être soumis à la Diète.

#### Article 51.
Le Conseil prend les décrets portant exécution des lois, à moins qu'une disposition légale n'en ait spécialement chargé un ministre.

#### Article 52.
La nomination des fonctionnaires qui dépendent directement de l'État est également de son ressort.

#### Article 53.
Le ministère procède à la nomination des délégués au Reichsrat, sauf les cas où, en vertu de l'article 63 de la Constitution du Reich, les administrations provinciales sont chargées de cette tâche.

#### Article 54.
1. Le Conseil des ministres exerce, au nom du peuple, le droit de grâce.
2. Ce droit ne peut s'exercer en faveur d'un ministre condamné pour abus de ses fonctions, que sur une requête de la Diète.
3. Une amnistie générale et un abandon de poursuites, dans des affaires judiciaires d'une catégorie déterminée ou dans une affaire particulière pendantes, sont des mesures qui ne peuvent être prises qu'en vertu d'une loi.

#### Article 55.
Dans une affaire intéressant la sûreté publique ou dans un cas d'une urgence extraordinaire le Conseil des ministres peut, tant que la Diète n'est pas réunie et d'accord avec la Commission permanente prévue à l'article 26, prendre, avec force de loi, toutes les dispositions utiles qui ne sont pas contraires à la Constitution. Ces dispositions doivent être soumises à l'agrément de la Diète lors de sa première séance plénière. La Diète refuse-t-elle son agrément, les mesures sont rapportées par un acte publié dans le plus bref délai au Bulletin des lois.

#### Article 56.
Les ministres, lors de leur entrée en fonctions, prêteront le serment de pourvoir aux affaires en toute impartialité, dans l'intérêt public et conformément aux dispositions de la Charte et des lois.

#### Article 57.
1. Le Conseil des Ministres, en tant que corps constitué, et chacun des ministres en particulier ont besoin, pour l'exercice de leurs fonctions, de la confiance du peuple que ce dernier leur exprime par la voix de la Diète. L'Assemblée peut retirer sa confiance, par un vote exprès, soit à l'ensemble du Cabinet, soit à l'un on l'autre de ses membres. Cette décision n'est pas
admise dès lors que la dissolution de la Diète est demandée par une initiative régulière du peuple.
2. La demande d'un vote de défiance doit être signée par 30 députés au moins.
3. La demande ne peut pas être soumise au scrutin avant le deuxième jour qui suit les débats. D'autre part la question doit  être réglée dans un délai de 14 jours à dater du dépôt de la demande.
4. La question de confiance exige un vote nominal.
5. Le vote de défiance doit, pour être valable, être soutenu par la moitié au moins du total des députés dont se compose la Diète au moment du vote.
6. Si la confiance est refusée, les ministres visés par le vote se retirent mais le président du Conseil ne démissionne que s'il n'use pas de son droit de demander la dissolution de la Diète on si, l'ayant demandée, il ne peut l'obtenir du collège des Trois.
7. Ces dispositions s'appliquent par analogie lorsque l'ensemble du Cabinet ou l'un de ses membres pose la question de confiance.

#### Article 58.
1. La Diète a le droit de mettre en accusation devant la Haute Cour de Justice, le ministre qui aurait, par sa faute, violé la Constitution ou les lois. La proposition de mise en accusation doit être signée par au moins 100 députés et réunir l'assentiment de la majorité requise pour une révision constitutionnelle.
2. La composition de la Cour Suprême, la procédure à suivre et les décisions qui lui incombent seront réglées par une loi spéciale.

#### Article 59.
1. Chaque ministre peut offrir en tout temps sa démission.
2. Si le Cabinet démissionne en corps, les ministres continuent à expédier les affaires courantes jusqu'à l'entrée en fonctions des nouveaux titulaires.

### Chapitre VI: la législation

#### Article 60.
La publication des lois conformes à la Constitution ainsi que des traités ratifiés par la Diète se fait dans le Bulletin des lois prussiennes par le Conseil des ministres.

#### Article 61.
1. Une loi entre en vigueur quand elle a été votée selon la Constitution et quand elle a été promulguée en due forme par le Conseil des Ministres. Dans l'acte de publication, il doit être dit que la loi est votée, soit par la Diète, soit par le referendum populaire. Cette disposition n'infirme aucunement l'article 13 de la Constitution du Reich.
2. À moins d'autres dispositions légales, les lois entrent en vigueur le 14e jour après leur publication au Bulletin des lois.
3. La publication des lois se fait dans le délai d'un mois.

#### Article 62.
Un projet de loi rejeté par la Diète, ne peut pas être remis à l'ordre du jour durant la même session, à moins qu'il ne soit l'objet d'une initiative régulière du peuple.

### Chapitre VII: les finances

#### Article 63.
1. La Diète vote les sommes nécessaires pour couvrir les dépenses de l'État.
2. Toutes les recettes et dépenses doivent être évaluées pour chaque exercice et portées sur le budget. Une loi fixe le budget avant le commencement de l'exercice.
3. Les dépenses sont, en règle générale, consenties pour une année ; elles peuvent, dans des cas particuliers, l'être pour une période, plus longue. En règle générale, il est illicite d'introduire dans le budget des dispositions qui dépassent la durée de l'exercice ou qui ne se rapport ni aux recettes et dépenses de l'État, ni à leur administration.

#### Article 64.
Si le budget de l'année à venir n'est pas encore voté lors de la clôture de l'exercice précédent, le Conseil des ministres est autorisé, jusqu'à l'époque de son entrée en vigueur :
1. à engager toutes les dépenses qui seraient nécessaires :
a) pour des entreprises prévues par la loi et pour l'application de mesures légalement décidées ;
b) pour remplir les obligations juridiquement fondées de l'État ;
c) pour continuer des constructions, des acquisitions ou autres prestations, en vue desquelles le budget de l'année précédente a déjà consenti des sommes ; pour accorder, dans les mêmes conditions, des subsides en vue de constructions, d'acquisitions ou autres prestations;
2. à émettre, pour une durée de trois mois, des bons du Trésor, jusqu'à concurrence d'un quart du chiffre total du budget de l'année précédente, à moins que des recettes provenant d'impôts, de taxes ou d'autres sources et autorisées par une loi spéciale ne couvrent les dépenses signalées au no 1.

#### Article 65.
Il ne sera fait appel au crédit, pour obtenir des ressources, qu'à raison de besoins extraordinaires et, en règle générale, seulement pour des dépenses ayant un but lucratif. L’État ne peut prendre pareille mesure ou assumer une garantie, qu'en vertu d'une loi.

#### Article 66.
Toute proposition de la Diète qui prévoit des dépenses supplémentaires en dehors du budget ou entraînerait de pareilles dépenses pour l'avenir doit indiquer la façon de couvrir l'excédent.

#### Article 67.
1. Les dépassements de crédits et les dépenses en dehors du plan budgétaire doivent être soumises pour ratification à la Diète dans le courant du prochain exercice.
2. Les dépassements de crédits et les dépenses non prévues doivent être présentées pour autorisation au ministre des finances. L'autorisation ne peut être accordée que dans des cas d'une nécessité urgente et imprévue.

#### Article 68.
La Cour suprême des finances vérifie les comptes et leur conformité avec le budget. Les comptes généraux de l'exercice annuel et un aperçu de la dette publique, annotés par la Cour, sont soumis à la Diète pour la décharge du ministre des finances.

#### Article 69.
Les finances des entreprises lucratives de l'État peuvent être réglées par une législation s'écartant des articles 63 à 68.

### Chapitre VIII: l'administration autonome

#### Article 70.
Les communes et autres régions communales sont investies de l'autonomie administrative, sous réserve de la tutelle exercée par l'État selon les règles légales.

#### Article 71.
1. L'État se subdivise en provinces.
2. La division des provinces en cercles, villes, municipalités rurales et autres régions communales ainsi que la constitution, les droits et les devoirs des régions communales feront l'objet d'une législation spéciale.

#### Article 72.
1. Les provinces administrent, conformément à la loi et au moyen de leurs organes propres :
a) en toute indépendance les affaires qui sont de leur ressort légal ou qu'elles assument volontairement (sphère de l'autonomie administrative) ;
b) en tant qu'organes exécutifs de l'État, les affaires qui leur sont transmises par le Gouvernement central (affaires déléguées).
2. La loi élargira la sphère de l'autonomie administrative et y comprendra des affaires jusqu'àlors déléguées.

#### Article 73.
Les Diètes provinciales peuvent, par une loi provinciale, admettre à côté de la langue allemande :
a) une autre langue d'enseignement à l'usage de populations de langue étrangère, à condition de protéger les minorités allemandes ;
b) une autre langue officielle dans des territoires à langue mixte.

#### Article 74.
Les principes fondamentaux qui régissent l'élection à la Diète régissent également les élections aux représentations des provinces, des communes et des cercles. Toutefois, en matière d'élections, communales, une loi peut subordonner le droit électoral à un séjour de certaine durée dans la commune.

#### Article 75.
1. Les fonctionnaires, les employés et ouvriers de l'État et des corporations de droit public n'ont besoin d'un congé préalable pour exercer, comme membres d'une assemblée de province, de cercle ou de commune, le mandat qui leur a été conféré.
2. Le payement des traitements et salaires doit leur être continué.

### Chapitre IX: des communautés religieuses

#### Article 76.
1. Quiconque veut cesser de faire partie, à titre temporel, d'une communauté religieuse de droit public, doit faire connaître son intention au Tribunal ou lui adresser une déclaration individuelle munie d'une légalisation publique. II ne cessera d'être imposable avant l'expiration de l'année fiscale au cours de laquelle il aura déclaré sa renonciation.
2. Les détails seront réglés par la loi.

### Chapitre X: les fonctionnaires publics

#### Article 77.
1. Tous les ressortissants du Reich, sans égard au sexe et à la profession précédemment exercée, peuvent, à condition d'avoir les aptitudes requises, être admis aux emplois publics.
2. Les capacités exercées pour chaque emploi en particulier seront déterminés par la loi.

#### Article 78.
Tout fonctionnaire prêtera le serment de remplir les devoirs de sa charge avec impartialité, de son mieux, et en observant consciencieusement les dispositions constitutionnelles.

#### Article 79.
1. Les fonctionnaires ne peuvent, contre leur gré, être révoqués de leur emploi, mis provisoirement ou définitivement à la retraite ou affectés à un autre emploi avec traitement inférieur, que dans les conditions et les formes fixées par la loi.
2. Pour la poursuite de leurs revendications de nature pécuniaire ou de celles de leurs ayants droit, le recours judiciaire est ouvert.

#### Article 80.
Pour le reste, le droit des fonctionnaires sera réglé par voie légale, conformément au droit du Reich.

### Chapitre XI: normes transitoires et finales

#### Article 81.
1. La Constitution du 31 janvier 1850 et la loi portant organisation provisoire des pouvoirs publics, en date du 20 mars 1919, sont abrogées.
2. Les autres lois et ordonnances restent en vigueur, en tant qu'elles ne sont pas en opposition avec la présente charte.

#### Article 82.
1. Les pouvoirs que les lois, décrets et traités antérieurs réservaient au Roi, passent au Conseil des ministres.
2. Les droits que le monarque, en sa qualité de Chef temporel de l'Église nationale, réunissait en sa personne, sont exercés désormais par trois ministres, de confession évangélique, désignés par le Conseil, jusqu'au moment où, par une loi ecclésiastique approuvée par l'État, les Églises évangéliques, auront transféré ces droits à des organes constitués dans leur sein.
3. Les autres droits dont jouissait le Roi vis-à-vis des communautés religieuses seront remaniés, conformément à l'article 137 de la Constitution du Reich.

#### Article 83.
À la demande d'un intéressé, il doit être procédé à l'annulation d'un bénéfice patronal existant, dès que les obligations pécuniaires seront rachetées. La procédure à suivre et les principes fondamentaux du rachat seront l'objet d'une loi spéciale.

#### Article 84.
Les impôts et les taxes continueront à être levés, tant qu'ils ne seront ni modifiés, ni abrogés.

#### Article 85.
Jusqu'à la réunion de la première Diète, l'Assemblée Nationale sera considérée comme telle.

#### Article 86.
Jusqu'au moment de la mise en vigueur de la législation prévue à l'article 72, la nomination des présidents supérieurs, des préfets, des présidents du collège provincial des écoles et de l'office agricole national aura lieu après entente préalable avec le comité provincial.

#### Article 87.
La Haute Cour de Justice tranchera les litiges que la Constitution fera naître.

#### Article 88.
La présente Constitution entre en vigueur le jour de sa publication. Toutefois les articles 31 à 43, 72 à 86 n'acquerront force de loi, que le jour où les Diètes provinciales auront été réélues, conformément à l'article 74.
Berlin, le 30 novembre 1920.